# Klaus Kirschner (Regisseur)
Klaus Kirschner (* 2. August 1933) ist ein deutscher Regisseur und Drehbuchautor von Dokumentarfilmen beziehungsweise dokumentarischen Spielfilmen.

## Werdegang
Der 1933 geborene Klaus Kirschner studierte Germanistik, Romanistik und Philosophie an den Universitäten Tübingen und München. Anschließend absolvierte er ein Filmstudium am Deutschen Institut für Film und Fernsehen in München. Ab 1956 betätigte er sich als Autor und Regisseur von Kurz- und Dokumentarfilmen, 1964 kamen Fernseh-Spielfilme hinzu.
Die BR-Produktion Die Zeit ist, was ihr seid von 1966, wurde über den Verleih des Goethe-Institut-nahen Vereins Inter Nationes auch im Ausland gezeigt. 1968 schuf er mit dem in Schwarzweiß gedrehten Antonia einen „Klassiker des deutschen Fernsehspiels“. In der phantastischen Geschichte um die Ahnfrau Antonia wirkte eine Starbesetzung mit. Mit 38 Jahren drehte Klaus Kirschner 1971 seinen vierten TV-Film Biskuit nach dem gleichnamigen Hörspiel des Tschechen Ludvík Aškenazy. 1972 adaptierte er den Roman La Jalousie von Alain Robbe-Grillet und behielt den doppeldeutigen französischen Originaltitel bei.
Sein auf wenig bekannten Dokumenten wie Familienbriefen basierender dokumentarischer Spielfilm Mozart – Aufzeichnungen einer Jugend war im Programm der Berlinale 1976. Es war sein erster Film, der in die Kinos gelangte. Der Filmpublizist Wolf Donner schrieb in der Zeit, der Film erscheine ihm „verspielt und doch streng, lieblich, aber seelenlos“. Das Akademisch-Sterile treffe nicht jedermanns Geschmack. Ein weiteres Komponisten-Porträt stellte er 1993 fertig: Chopin – Bilder einer Trennung.

## Filmografie
- 1956: Djerba – Oase im Meer (Regie; 11 min)
- 1959: Nichts als ein Obdach (Regie; 11 min)
- 1959: Oase Gadames (Regie; 9 min)
- 1959: Mohammedanische Baukunst (Regie; 11 min)
- 1960: Ihr glücklicher Stern (Regie; 33 min)
- 1963: Glattes Parkett (Regie und Montage; 29 min)
- 1964: Vor der Kamera (Montage; Regie: Eberhard Hauff; 27 min)
- 1964: Magnet Großstadt (Montage; Regie: Eberhard Hauff; 26 min)
- 1965: Gruppenkonflikte (Regie und Exposé; 19 min)
- 1966: Die Zeit ist, was ihr seid (Regie; 50 min)
- 1966: Arbeiterfamilien in Polen (Regie; 17 min)
- 1967: Pipa und Ponpon und die große graue Stadt (Regie; 55 min)
- 1968: Mein Kapitän ist tot (Regie; 30 min)
- 1968: Antonia (Regie und Drehbuch; 60 min; Hauptrollen: Bert Fortell, Erik Jelde, Brigitte Horney)
- 1969: Abschied von Olga (Regie; 50 min)
- 1970: Eine Telefonehe (Regie; 41 min; Hauptrolle: Dagmar Mettler)
- 1971: Biskuit (Regie und Drehbuch; 50 min)
- 1972: Verletzung (Regie; >90 min; Hauptrolle: Rolf Boysen)
- 1972: La Jalousie (Regie; 75 min; Hauptrollen: Ingrid Resch, Michael Degen)
- 1972: Der gute Gott von Manhattan (Regie und Drehbuch; 70 min; Hauptrolle: Mathieu Carrière)
- 1975/1976: Mozart – Aufzeichnungen einer Jugend (Regie; 224 min; auch u. d. T. Vorname Amadeus)
- 1978: H-Moll Messe – Ana begegnet der Musik des Johann Sebastian Bach (Regie und Drehbuch; 143 min; Hauptrolle: Ana Torrent)
- 1982: Ludwigsburg – Schubart und Franziska von Hohenheim (Regie; 2. Teil der Reihe Geschichten aus europäischen Schlössern; 60 min; Hauptrolle: Eva Mattes)
- 1982: Nymphenburg – Die Stunde davor (Regie; 3. Teil der Reihe Geschichten aus europäischen Schlössern; 60 min; Hauptrolle: Jutta Speidel)
- 1983: Bayreuth – Die königlichen Geschwister (Regie; 4. Teil der Reihe Geschichten aus europäischen Schlössern; 60 min; Hauptrollen: Marita Marschall, Jan Niklas, Suzanne von Borsody)
- 1983: Der Platzanweiser – Porträt eines Kinomanen (Mitwirkung; Regie: Peter Gehrig; 75 min)
- 1993: Chopin – Bilder einer Trennung (Regie und Drehbuch; 114 min)